# Viñedos Rivier
Viñedos Rivier är en ort i Mexiko.   Den ligger i kommunen San Francisco de los Romo och delstaten Aguascalientes, i den centrala delen av landet, 400 km nordväst om huvudstaden Mexico City. Viñedos Rivier ligger 1 879 meter över havet och antalet invånare är 580.
Terrängen runt Viñedos Rivier är en högslätt. Runt Viñedos Rivier är det tätbefolkat, med 459 invånare per kvadratkilometer. Närmaste större samhälle är Aguascalientes, 10,6 km söder om Viñedos Rivier. Trakten runt Viñedos Rivier består till största delen av jordbruksmark.